# Samuel Di Carmine
Samuel Di Carmine (Florencia, 29 de septiembre de 1988) es un futbolista italiano que juega de delantero en el A. C. Trento 1921 de la Serie C.

## Trayectoria
Di Carmine se formó en la cantera del equipo de su ciudad, la Fiorentina, debutando con el primer equipo en 2006.
En 2010 deja el equipo viola, después de haber estado cedido, también, en dos clubes distintos, el Queens Park Rangers y el Gallipoli.
En 2010 ficha por el Frosinone, club que deja por el Cittadella en 2011, donde comienza a demostrar su olfato goleador, al marcar 14 goles a lo largo de dos temporadas.
Di Carmine mejoró aún más sus números tras fichar por el Juve Stabia, equipo con el que marcó 20 goles en 65 partidos, y terminó de explotar en el Perugia Calcio, equipo en el que marcó 38 goles en 90 partidos.

### Hellas Verona
Tras su buen hacer en el Perugia fichó, en calidad de cedido, por el Hellas Verona para la temporada 2018-19, donde contribuyó de forma importante al ascenso de su equipo a la Serie A, lo que hizo que se quedase en el equipo de Verona para la temporada 2019-20, pero ya en propiedad.
Durante la temporada 2019-20 siguió siendo importante para el Hellas, marcando 8 goles a lo largo de la temporada. El Hellas Verona fue el equipo revelación de la temporada, ya que salvó la categoría con comodidad y estando cerca de los puestos europeos.
A finales de enero de 2021 el conjunto veronés lo cedió al F. C. Crotone hasta el mes de junio. En agosto se comprometió por dos años con la U. S. Cremonese. Finalmente estuvo solo uno y en septiembre de 2022 fichó por la A. C. Perugia Calcio.

## Selección nacional
Di Carmine fue internacional sub-18 y sub-19 con la selección de fútbol de Italia.

## Clubes
| Club                               | País       | Año       |
| ---------------------------------- | ---------- | --------- |
| ACF Fiorentina                     | Italia     | 2006-2010 |
| Queens Park Rangers F. C. (cedido) | Inglaterra | 2008-2009 |
| Gallipoli (cedido)                 | Italia     | 2009-2010 |
| Frosinone Calcio                   | Italia     | 2010-2011 |
| A. S. Cittadella                   | Italia     | 2011-2013 |
| S. S. Juve Stabia                  | Italia     | 2013-2015 |
| A. C. Perugia Calcio               | Italia     | 2015-2019 |
| Hellas Verona (cedido)             | Italia     | 2018-2019 |
| Hellas Verona                      | Italia     | 2019-2021 |
| F. C. Crotone (cedido)             | Italia     | 2021      |
| U. S. Cremonese                    | Italia     | 2021-2022 |
| A. C. Perugia Calcio               | Italia     | 2022-2023 |
| Catania                            | Italia     | 2023-2024 |
| A. C. Trento                       | Italia     | 2024-     |